# بيتر برونفمان
بيتر برونفمان هو شخصية أعمال كندي، ولد في 2 أكتوبر 1929 في مونتريال في كندا، وتوفي في 1 ديسمبر 1996 في تورونتو في كندا.